# Straatorgel (duo)
Straatorgel is een Nederlands dj- en producerduo, bestaande uit twee vrienden uit Leeuwarden.

## Geschiedenis
De twee vrienden begonnen aan het begin van 2025 onder de naam Straatorgel met het plaatsen van video's op TikTok en Instagram. Het duo voorzag daarbij nummers als Viraal van Frenna en Mula B, Drank & drugs van Ronnie Flex en Lil' Kleine en 100 doezoe cash van Lijpe onder meer middels hulp van Artificial Intelligence van een andere melodie en Nederlandse accordeonmuziek. Vanaf carnaval 2025 begon het duo ook met optredens, waarna in de rest van 2025 op onder andere festivals optredens zouden volgen. Eind april 2025 werd het nummer Viraal officieel op Spotify gepubliceerd.

## Discografie
| Lied   | Verschijnen   | Album | Hitlijsten  | Hitlijsten  | Hitlijsten   | Hitlijsten   | Opmerkingen |
| Lied   | Verschijnen   | Album | NL (Top 40) | NL (Top 40) | NL (Top 100) | NL (Top 100) | Opmerkingen |
| Lied   | Verschijnen   | Album | Piek        | Weken       | Piek         | Weken        | Opmerkingen |
| ------ | ------------- | ----- | ----------- | ----------- | ------------ | ------------ | ----------- |
| Viraal | 24 april 2025 | —     | —           | —           | —            | —            |             |